# Patrice Houssein
Patrice Houssein (Brussel, 14 september 1977) is een Belgisch hockeyer.

## Levensloop
Houssein begon zijn hockeycarrière bij Parc HC. Later was hij actief bij KHC Leuven. In 2020 sloot hij terug aan bij zijn jeugdclub. In totaal werd hij driemaal landskampioen in de veldcompetitie en viermaal in de zaalcompetitie. Daarnaast was Houssein actief bij het Belgisch hockeyteam. Hij maakte zijn debuut bij de nationale ploeg in 1998 en nam onder meer deel aan de Olympische Zomerspelen van 2008.. Ook nam hij deel aan de Europese kampioenschappen van 1999, 2003, 2005, 2007 en 2009. In totaal verzamelde hij 298 caps.
Zijn moeder Catherine Van Strydonck was eveneens actief in het hockey.